# Зневоднення корисних копалин
Зневоднення — технологічна операція з видалення надлишкової вологи з матеріалу, зокрема з продуктів збагачення корисних копалин.

## Вступ
При збагаченні корисних копалин найбільш розповсюджені мокрі процеси в яких розділення мінеральних компонентів проходить у водному середовищі. У процесах збагачення вода у відповідному співвідношенні до маси твердого матеріалу проходить через всі технологічні процеси збагачувальної фабрики. Для отримання високих показників збагачення кожну технологічну операцію проводять при оптимальному відношенні рідкого до твердого. В отриманих продуктах збагачення вміст води коливається в широких межах (від 30 до 90 %).
Витрати води при збагаченні корисних копалин залежать від технологічної схеми переробки, характеристики вихідної сировини, кінцевої крупності продуктів збагачення.
Для збагачувальних і гравітаційних фабрик характерні великі витрати води на технологічні потреби, наприклад, флотаційні концентрати можуть містити до 4 м3, а хвости — до 10 м3 води на 1 т твердого, тому і концентрати і хвости зневоднюють.

## Методи зневоднення
Розрізняють способи З. із застосуванням:
- гравітаційних сил — дренування,

- згущення — осадження у воді та ущільнення осаду під дією гравітаційних або відцентрових сил;

- гравітаційних сил та вібрацій — грохочення;

- відцентрових сил — центрифугування, згущення в гідроциклонах;

- перепадів тиску — фільтрування;

- теплової енергії — термічна сушка, а також поєднання зазначених чинників.

- природна сушка на відкритих складах;

Крім того, застосовують зневоднення методом механічного зриву водної плівки (зневоднення ежектуванням).
Вибір методу зневоднення залежить від характеристик матеріалу, який зневоднюється, (вихідної вологості, гранулометричного і мінералогічного складів) і вимог до кінцевої вологості. Часто необхідної кінцевої вологості важко досягти за одну стадію, тому на практиці для деяких продуктів збагачення використовують операції зневоднення різними способами в кілька стадій.

## Результат зневоднення та фактори впливу на процес
У результаті З. отримують збезводнений матеріал з вологістю: при дренуванні 20-30 % (іноді 5-10 %), згущенні 40-60 %, фільтруванні 7-15 % (іноді до 25 %), механічному зриві вологи струменем повітря 5-12 %, сушінні 0,5-7 %.
На процес З. впливають властивості поверхні мінералів, їх мінералогічний і гранулометричний склад, вміст твердого компонента в пульпі, густина твердої фази, рН середовища, т-ра пульпи і інші чинники. Найбільше застосування З. знаходить при збагаченні корисних копалин у водному середовищі.

## Класифікація вологи і технологічні можливості процесів зневоднення
Вологу в продуктах збагачення в залежності від енергії її зв'язку з поверхнею мінералу поділяють на гігроскопічну, що втримується завдяки адсорбційним силам; плівкову, пов'язану з поверхнею молекулярними силами; капілярну, яка заповнює пори між частками мінералу і утримується капілярними силами; гравітаційну, що заповнює всі проміжки між частинками. Сучасні механічні процеси З. забезпечують видалення гравітаційної і частково капілярної та адсорбційної вологи. При терміч. сушінні можливе видалення всієї вологи. Для інтенсифікації процесів З. використовується агрегація (флокуляція, коагуляція, агломерація тощо) тонких частинок. З. нафти проводиться для виділення пластової води з продукції нафт. свердловин на нафт. промислах. З. нафти основане на руйнуванні водонафт. емульсій (див. деемульсація). Вміст води в нафті після її зневоднення (перед подачею в систему магістральних нафтопроводів) не повинен перевищувати 1 %.
Син. — зневоднювання, збезводнення. Застарілий синонім — обезводнення.